# Glomus convolutum
Glomus convolutum är en svampart som beskrevs av Gerd. & Trappe 1974. Glomus convolutum ingår i släktet Glomus och familjen Glomeraceae.   Inga underarter finns listade i Catalogue of Life.